# Treco
 Der er for få eller ingen kildehenvisninger i denne artikel, hvilket er et problem. Du kan hjælpe ved at angive troværdige kilder til de påstande, som fremføres i artiklen.

Treco A/S er en dansk metalbearbejdningsvirksomhed. Firmaet har stor succes med produktion, og udvikling af mange forskellige stålprodukter – både til industrielt og privat brug. TRECO s kerneforretningen omfatter hovedsageligt  udvikling og produktionsmodning af totalløsninger, der primært er baseret på kundens eget tegningsudkast. Virksomheden har hovedkvarter i Aalestrup, men har også produktionsfaciliteter i Hadsund. Treco A/S har ca. 229 ansatte (2024). De omsatte for 327 mio. kr. (2024). Kunderne findes i ind- og udland. Og udover konstruktion og produktion tilbydes bl.a. lagerstyring, just-in-time produktion, indkøb og montage.Treco blev etableret i 1992 og er ejet af Preben Pedersen, Per Therkildsen og Allan Prang.